# Fronta za osvobození zahradních trpaslíků

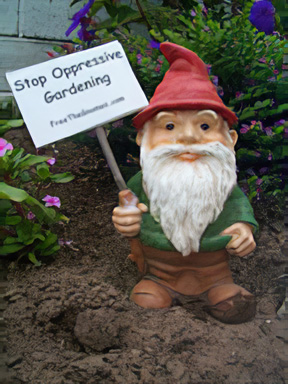
Protestující trpaslík

Fronta za osvobození zahradních trpaslíků (francouzsky Front de libération des nains de jardin) je podle vlastních slov „nezisková organizace s cílem osvobodit zahradní trpaslíky“. Za tímto účelem pořádá akce, kdy bere trpaslíky ze zahrad a přemisťuje je na nová místa – hlavně do volné přírody jako „přirozeného prostředí zahradních trpaslíků“. Právně se jedná o krádež, je to přirovnáváno ke krádeži rádia ze zamčeného automobilu.

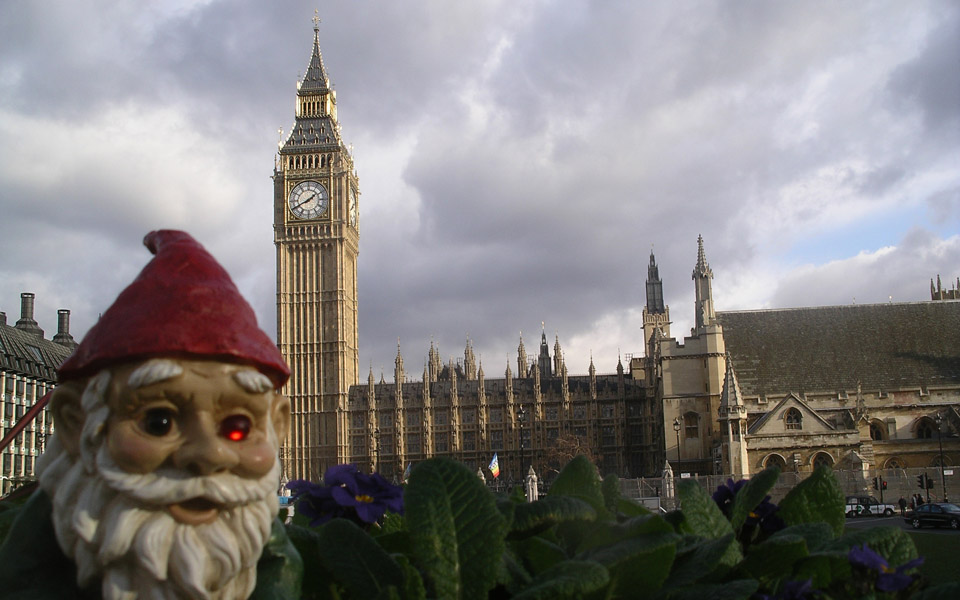
„Cestující zahradní trpaslík” v Londýně

Skupina se poprvé objevila v roce 1996 ve Francii, když v Alençonu ukradla trpaslíka z předzahrádky, a zůstala aktivní až do ledna 1997. Mezitím se rozpadla na několik menších skupin s celkem 1700 členy a v okolních zemích (Švýcarsko, Itálie, Španělsko, Německo), stejně jako v severní Americe byly založeny podobné organizace.
V některých případech zanechal „zloděj“ oběti zprávu, kde může trpaslíka zase najít, a tak to nebylo považováno za krádež.
Jinou variantou je „cestující zahradní trpaslík“, kdy si členové ukradeného trpaslíka posílají mezi sebou a ten je vždy vyfotografován před místní pamětihodností. Takové fotografie byly pak poštou anonymně posílány právoplatnému vlastníkovi trpaslíka, aby mohl sledovat cestu svého „osvobozeného“ zahradního trpaslíka (viz francouzský film Amélie z Montmartru, kde se tato svérázná činnost objevila také).

## Mezinárodní den trpaslíků
Fronta za osvobození zahradních trpaslíků vyhlásila v roce 2002 Mezinárodní den trpaslíků, který se každoročně slaví 21. června. Den má učit tolerantnosti v zahradní architektuře.